# 李則芬
李則芬（1909年—2004年），字虞夫，廣東興寧人。黃埔軍校第五期、陸軍大學特別班第五期畢業，歷任軍委會總務處處長，陸軍大學兵學教官，第五師副師長、師長，第五軍副軍長，整編第93旅旅長。後進入緬甸，擔任「雲南反共救國軍」副總司令之職，參加薩爾溫江戰役。
撤回臺灣後退役，三十餘年來，專心治史。著有《元史新講》（五冊）、《中外戰爭全史》（十冊）、《中日關係史》、《成吉思汗新傳》、《戰爭史話》、《泛論司馬光資治通鑒》、《文史雜考》、《先秦及兩漢歷史論文集》、《三國歷史論文集》、《兩晉南北朝歷史論文集》、《虞夫詩集》、《哀樂平生詞集》、《八十自選詩詞》等。